# سرزمین ماجراجویی
سرزمین ماجراجویی (به انگلیسی: Adventureland) در سبک ماجرایی، توسط شرکت Adventure International تولید و با همکاری شرکت‌های مختلف بر روی سیستم‌های مختلف منتشر گردید.

## گیم‌پلی
این بازی اولین ساخته اسکات آدامز و به صورت ماجرایی با رابط کابری متن و گرافیک می‌باشد. هدف از این بازی یافتن ۱۳ گنج گمشده در یک سرزمین افسون شده‌است. هنگام بازی صفحه نمایش به صورت افقی به دوقسمت تقسیم شده و هنگام ورود به مکان‌های مختلف تصویری گرافیکی در قسمت بالایی ظاهر می‌شود و بازیباز با استفاده از قسمت پایین دستورها را به صورت متن در جهت پیشبرد بازی وارد می‌نماید.

## سیستم‌ها
این بازی ابتدا در سال ۱۹۸۲ به‌طور هم‌زمان برای رایانه خانگی اپل ۲ و تی آر اس-۸۰ ساخته و منتشر گردید. در سال ۱۹۸۱ این بازی برای ویک-۲۰ توسط شرکت کمودور و هم‌زمان برای سیستم تی آی-۴/۹۹اِی توسط شرکت تگزاس اینسترومنتز و برای آتاری ۸۰۰ توسط شرکت سازنده، یعنی Adventure International منتشر گردید. نسخه‌های کمودور ۶۴ و اسپکتروم در سال ۱۹۸۲ به بازار عرضه گردید. و بالاخره در سال ۱۹۸۳ نسخه‌ای برای سیستم رایانه خانگی دراگون ۳۲ توسط شرکت سازنده منتشر گردید.